# Jacques André
Pour les articles homonymes, voir Jacques André (homonymie) et André.
Jacques André, né le 6 février 1946 est un psychanalyste français, professeur émérite de psychopathologie à l’université Paris-Diderot.

## Parcours
Jacques André étudie la philosophie à l'université Paris-Nanterre, et a comme professeurs Paul Ricœur, Emmanuel Levinas et Jean-François Lyotard, celui-ci étant le premier à lui faire connaître la pensée de Freud et la psychanalyse. Il réussit à l'agrégation de philosophie et devient professeur de lycée puis directeur d’études d'un centre de formation des maîtres à l’enfance inadaptée. Il est coopérant en Guadeloupe, où il enseigne la littérature antillaise à l'UER de sciences humaines de l'université Antilles-Guyane, puis devient professeur de psychologie à l'école normale de Pointe-à-Pitre. Il participe à la création du Centre antillais de recherche et d'études (CARÉ).
Il réalise en 1986 une thèse de psychanalyse intitulée L'inceste focal : la famille noire antillaise, structure et conflits, sous la direction de Jean Laplanche, à l'université Paris-Diderot. Il est professeur à l'université Paris-Diderot, dirige jusqu'en 2013 le « Centre d’études psychopathologie et psychanalyse » (CEPP - EA 2374).
Il fait une analyse avec Joyce McDougall et devient membre de l'Association psychanalytique de France, dont il est président en 2016.
Jacques André est notamment connu pour ses travaux sur la féminité et « la féminité originaire de l’enfant », en relation au départ avec la théorie de la séduction généralisée de Jean Laplanche.

## Responsabilités institutionnelles et éditoriales
Il dirige la collection « Petite bibliothèque de psychanalyse » aux PUF. 

## Œuvres

### Ouvrages
- L’Inceste focal dans la famille noire antillaise, Paris, PUF, 1987, coll. "Voix nouvelles en psychanalyse".
- La Révolution fratricide. Essai de psychanalyse du lien social, Paris, PUF, 1993, coll. « Bibliothèque de psychanalyse ».  (ISBN 2-13-045169-1)
- La sexualité féminine, Paris, PUF, 1994, coll. "Que sais-je ?" no 2876,  (ISBN 2 13 046386 X).
- « Aux origines féminines de la sexualité », Paris, PUF, 1995, coll. "Bibliothèque de psychanalyse",  (ISBN 2 13 046611 7); 1re édition Quadrige augmentée d'une préface de l'auteur, Paris, PUF, 2004,  (ISBN 2 13 054417 7).
- L’imprévu en séance, Paris, Gallimard, 2004, coll. "Tracés".
- Folies minuscules, Paris, Gallimard, 2007, coll. "Tracés".
- Les 100 mots de la psychanalyse, PUF, 2009, coll. "Que sais-je ?",  (ISBN 9782130567622).
- Les Désordres du temps, Paris, PUF, 2010, coll. "Petite Bibliothèque de psychanalyse",  (ISBN 2130573495).
- Paroles d'hommes, Paris, Gallimard, 2012, coll. "Connaissance de l'inconscient".
- La Sexualité masculine, Paris, PUF, 2013, coll. "Que sais-je ?",  (ISBN 2130619452).
- Les 100 mots de l'enfant, Paris, PUF, 2013, coll. "Que sais-je ?",  (ISBN 978-2-13-059443-7).
- Psychanalyse, vie quotidienne, Paris, Stock, 2015, Coll. Essais Documents,  (ISBN 2234080150)
- L'inconscient est politiquement incorrect, Stock, 2018, présentation sur le site de Stock, consulté le 26 avril 2021, [lire en ligne]
- La revanche des méduses, Paris, PUF, « Hors collection », 2021,  (ISBN 978-2-13-082913-3), présentation sur le site des PUF, consulté le 10 avril 2021 [lire en ligne]

### Direction d'ouvrages
- « Du pareil au même » dans De la différence des sexes entre les femmes, Forum Diderot, Paris, PUF, 2000.
- L'énigme du masochisme, Paris, PUF, coll. « Petite bibliothèque de psychanalyse », 2000.
- Incestes, Paris, Presses universitaires de France, « Petite bibliothèque de psychanalyse », 2001, 160 pages.  (ISBN 9782130519218). DOI : 10.3917/puf.andre.2001.01. [lire en ligne]
- Fatalités du féminin, Paris, PUF, coll. « Petite bibliothèque de psychanalyse », 2002.
- Transfert et états limites, Paris, PUF, coll. « Petite bibliothèque de psychanalyse », 2002.
- L'oubli du père, Paris, PUF, coll. « Petite bibliothèque de psychanalyse », 2004.
- Humain, déshumain, Paris, PUF, coll. « Petite bibliothèque de psychanalyse », 2007.
- L'artiste et le psychanalyste, Paris, PUF, « coll. Petite bibliothèque de psychanalyse », 2008.
- La pensée interdite, Paris, PUF, coll. « Petite bibliothèque de psychanalyse », 2009.

## Vidéographie
- Jacques André apparaît aux côtés de 17 autres psychanalystes dans le film-documentaire Le phallus et le néant[6] réalisé par Sophie Robert en 2019 qui vise à désinstitutionnaliser la psychanalyse.